# Castello di Legri
Il castello di Legri è un complesso architettonico situato nell'omonima frazione del comune di Calenzano, in provincia di Firenze.
La struttura venne fatta edificare in epoca medievale da Federico Barbarossa, con funzioni di avvistamento e di difesa sulla sottostante via di comunicazione tra il castello di Calenzano e le colline del Mugello. Nel corso del XIV secolo le funzioni militari del complesso divennero di secondaria importanza, tanto da essere gradualmente dismesso e trasformato in un complesso agricolo rurale, pur non venendone alterate le originarie strutture architettoniche. Tuttavia, tra il Seicento e il Settecento vennero effettuati lavori di ristrutturazioni che portarono all'ampliamento del complesso.
Del periodo medievale si conservano sia la torre che l'edificio padronale, entrambi coronati da merlature sommitali, mentre il giardino risale al periodo barocco.
Presso il complesso si trova anche un piccolo oratorio, originariamente adibito a cappella gentilizia castellana.